# Yevhen Barabanov
Yevhen Barabanov –en ucraniano, Євген Барабанов– (Kiev, 24 de julio de 1993) es un deportista ucraniano que compite en boxeo.
En los Juegos Europeos de Minsk 2019 obtuvo una medalla de bronce en la categoría de 69 kg. Ganó una medalla de bronce en el Campeonato Europeo de Boxeo Aficionado de 2017, en la misma categoría.

## Palmarés internacional
| Juegos Europeos    | Juegos Europeos     | Juegos Europeos   | Juegos Europeos |
| Año                | Lugar               | Medalla           | Categoría       |
| ------------------ | ------------------- | ----------------- | --------------- |
| 2019               | Minsk (Bielorrusia) | Medalla de bronce | 69 kg           |
| Campeonato Europeo |                     |                   |                 |
| Año                | Lugar               | Medalla           | Categoría       |
| 2017               | Járkov (Ucrania)    | Medalla de bronce | 69 kg           |